# アイスカペイド
アイスカペイド (Icecapade) とはアメリカ合衆国で生産、調教された競走馬および種牡馬である。半妹にニューヨーク牝馬三冠馬ラフィアンがいる。

## 経歴
通算成績は32戦13勝。グレード制が導入されたばかりのアメリカでウィリアムデュポンJr.ハンデキャップ（G2）、ナッソーカウンティハンデキャップ（G3）に優勝している。
1974年からアメリカのゲインズウェイファームで種牡馬入りし、1988年に死亡するまで同牧場で過ごした。ワイルドアゲインやイズヴェスティアなどを輩出し成功。同じニアークティック系から派生したノーザンダンサー系が世界の血統図を塗り替えるほど繁栄したため配合相手が制限されたものの、ワイルドアゲインやクレヴァートリックから伸びる系譜は2000年以降も繋がっている。また、母系に入ってから活力を見せることも多く、ブルードメアサイアーとしてレディーズシークレットやマークオブディスティンクションを輩出。他にもクロフネやビリーヴなど多くの活躍馬の血統表にアイスカペイドの名を見ることができる。

## 主な産駒
- ワイルドアゲイン（ブリーダーズカップ・クラシック（米G1）、メドウランズカップハンデキャップ（米G1））
- イズヴェスティア（カナダ三冠）
- ハイパーボレアン（スワップスステークス（米G1））
- アイスカノーブル（メキシコダービー（墨G1））
- スキーチャンプ（5月25日大賞（亜G1））
- キングズブリッジ（ブリーダーズステークス（加））
- クレヴァートリック（種牡馬）
- グレートレディーエム（繁殖牝馬、レディーズシークレットの母）

※米はアメリカ、墨はメキシコ、亜はアルゼンチン、加はカナダの略。

## ブルードメアサイアーとしての主な産駒
- レディーズシークレット（ブリーダーズカップ・ディスタフ（米G1）などG1競走11勝）
- シベリアンサマー（チャールズ・H・ストラブステークス（米G1））
- マークオブディスティンクション（クイーンエリザベス2世ステークス（英G1））
- シスターアクト（ヘムステッドハンデキャップ（米G1））
- ブロートツウマインド（ヴァニティーハンデキャップ（米G1）、ミレイディハンデキャップ（米G1））
- ダンテラー（オークレイプレート（豪G1））
- ブルーアヴェニュー（クロフネの母）

## 血統表
| アイスカペイドの血統（ニアークティック系／Chaucer 5×5=6.25%） | アイスカペイドの血統（ニアークティック系／Chaucer 5×5=6.25%） | アイスカペイドの血統（ニアークティック系／Chaucer 5×5=6.25%） | （血統表の出典）       | （血統表の出典） |
| 父 Nearctic 1954 黒鹿毛                                       | 父の父Nearco 1935 黒鹿毛                                      | Pharos                                                        | Phalaris               | Phalaris         |
| 父 Nearctic 1954 黒鹿毛                                       | 父の父Nearco 1935 黒鹿毛                                      | Pharos                                                        | Scapa Flow             |                  |
| 父 Nearctic 1954 黒鹿毛                                       | 父の父Nearco 1935 黒鹿毛                                      | Nogara                                                        | Havresac               | Havresac         |
| 父 Nearctic 1954 黒鹿毛                                       | 父の父Nearco 1935 黒鹿毛                                      | Nogara                                                        | Catnip                 |                  |
| 父 Nearctic 1954 黒鹿毛                                       | 父の母Lady Angela 1944 栗毛                                   | Hyperion                                                      | Gainsborough           | Gainsborough     |
| 父 Nearctic 1954 黒鹿毛                                       | 父の母Lady Angela 1944 栗毛                                   | Hyperion                                                      | Selene                 |                  |
| 父 Nearctic 1954 黒鹿毛                                       | 父の母Lady Angela 1944 栗毛                                   | Sister Sarah                                                  | Abbots Trace           | Abbots Trace     |
| 父 Nearctic 1954 黒鹿毛                                       | 父の母Lady Angela 1944 栗毛                                   | Sister Sarah                                                  | Sarita                 |                  |
| 母 Shenanigans 1963 芦毛                                      | 母の父Native Dancer 1950 芦毛                                 | Polynesian                                                    | Unbreakable            | Unbreakable      |
| 母 Shenanigans 1963 芦毛                                      | 母の父Native Dancer 1950 芦毛                                 | Polynesian                                                    | Black Polly            |                  |
| 母 Shenanigans 1963 芦毛                                      | 母の父Native Dancer 1950 芦毛                                 | Geisha                                                        | Discovery              | Discovery        |
| 母 Shenanigans 1963 芦毛                                      | 母の父Native Dancer 1950 芦毛                                 | Geisha                                                        | Miyako                 |                  |
| 母 Shenanigans 1963 芦毛                                      | 母の母Bold Irish 1948 黒鹿毛                                  | Fighting Fox                                                  | Sir Gallahad           | Sir Gallahad     |
| 母 Shenanigans 1963 芦毛                                      | 母の母Bold Irish 1948 黒鹿毛                                  | Fighting Fox                                                  | Marguerite             |                  |
| 母 Shenanigans 1963 芦毛                                      | 母の母Bold Irish 1948 黒鹿毛                                  | Erin                                                          | Transmute              | Transmute        |
| 母 Shenanigans 1963 芦毛                                      | 母の母Bold Irish 1948 黒鹿毛                                  | Erin                                                          | Rosie o'Grady F-No.8-c |                  |

### 血統背景
父ニアークティック、母の父ネイティヴダンサーはノーザンダンサーと同じ血統構成である。また、近親にはアメリカでG1競走2勝のコロナドズクエスト、インテント（インテンショナリーの父）などがいる。